# Contraescarpa

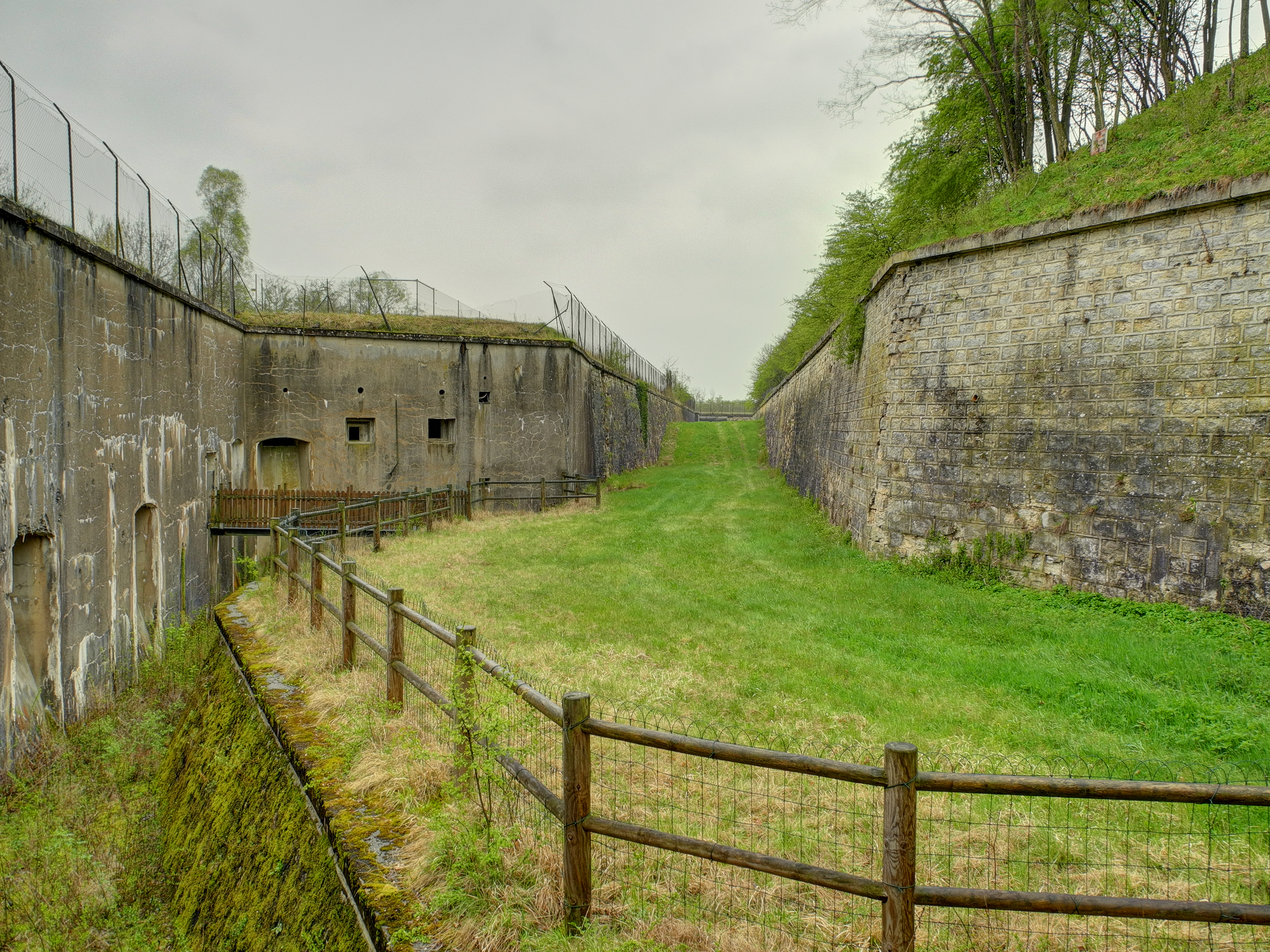
Fuerte de Vézelois: vista de la contraescarpa doble, en dirección sur.

Contraescarpa es la cara o plano que se halla más próximo al exterior del foso, por oposición al otro, que recibe el nombre de escarpa.
En la fortificación permanente la contraescarpa suele estar revestida, y algunas veces acasamatada, ya para defender el foso mediante galerías flanqueantes (cf. caponera), ya para servir de base al sistema de minas de la defensa.
La contraescarpa revestida era la mejor protección contra el ataque a fuerza viva, porque su altura (de 6 a 8 m) detenía bajo el fuego a quemarropa de los tiradores de la muralla a los grupos de los asaltantes, que no podían lanzarse en tropel al foso, sino que tenían que ir bajando uno a uno por las escalas, situación que los exponía a sufrir grandes pérdidas. Ofrecía además la ventaja de dificultar la retirada de las columnas de asalto, cuando el ataque era rechazado, y permitía reducir la anchura del foso, aumentando por consiguiente  la protección de la escarpa contra el tiro directo de la artillería sitiadora. 
En las fortificaciones provisionales, en las que no se solía revestir más que uno de los taludes del foso, este es siempre la contraescarpa, y cuando no se revestía ninguno convenía darle la mayor inclinación posible y establecer en ella alambradas u otras defensas accesorias que dificultaran el acceso al foso.
En la fortificación de campaña, como la contraescarpa no constituía propiamente un obstáculo, no tenía objeto revestirla y se dejaba simplemente con la inclinación que permitía la mayor o menor dureza del terreno. 